# Ошљане (Вучитрн)
Ошљане (алб. Oshlan) је насеље у општини Вучитрн на Косову и Метохији. Након 1999. године село је познато и као Ашљан (алб. Ashlan). Према попису становништва на Косову 2011. године , село је имало 488 становника, већину становништва чинили су Албанци.

## Географија
Село је на валовитом земљишту, разбијеног типа, оранице смоничаве, на којима успевају све житарице, има и мања површина храстове шуме. Смештено је на источној падини Чичавице, у горњем току Ошљанског потока, удаљено око 11 km од Вучитрна. Дели се у три махале (Шута, Ђелек и Рамушовит), чији су називи по јачим или знатнијим родовима у њима. Куће у махалама су збијене. Удаљења између махала су до 0, 5 km.

## Историја
Ошљане се први пут помиње у турском попису области Бранковића 1455. године са 52 српске куће и попом Радихном на челу списка. Албанци су се доселили крајем 18. века. Сачувани су и данас стари српски називи: Миличин поток, Давидов поток и старо српско гробље на месту Бојлија. Од старе сеоске цркве нема трага. Трагова старо насеља има чак и у шуми. За село Ошљане везана је једна занимљивост. Наиме, све до 1924. или 1925. године у близини садашње основне школе налазио се један камен четворугаоног облика око 2 x 1 x 1 метар, који је више од пола био укопан у земљу. Са горње и две бочне стране неким неразумљивим писмом био је натпис. Неки жандарм Хрват, који је био на служби у жандармеријској станици у Балинцу, преписао је (прецртао) натпис и некуд отишао. Вратио се после два месеца. Унајмио је две воловске запреге и 6 радника Албанца који су откопали камен, натоварили на воловска кола и отерали у Косовску Митровицу, где су га под његовом контролом утоварили на воз. Од тада се овом жандарму изгубио сваки траг. Ово је испричао један од учесника овог догађаја, Албанац из породице Калудра из Пантине.

## Порекло становништва по родовима
Порекло становништва села Ошљане:
- Шута (6 кућа.), од фиса (племена) Краснића, братства Мрипа. Досељен крајем 18. века из Малесије. Прво је „пао“ у Кичиће, па у Добру Луку, па прешли у Ошљане због шуме, добре воде, воћа. Појасеви у 1934. од досељења: Бека, Весел, Шефер, Али, Исен (72 године). Отац Бекин је у Малесији био католик и звао се Пренк.
- Шеремет (6 кућа.), – Ђелек (13 кућа.), – Рамушовит (8 кућа., – Ђак (3 куће.), сви од фиса (племена) Краснића. Досељени из Малесије један за другим по реду како су наведени. Појасеви за најмлађе, Ђаке (у 1934) од њиховог досељења: Фејзула, Мустафа, Реџеп, Азир (50 година).
- Планали (3 кућа.), од фиса (племена) Тсача. Досељен као мухаџир 1878. из В. Плане (Топлица). Био чифчија у Шишковића из Вучитрна.

## Демографија
| Година       | 1948 | 1953 | 1961 | 1971 | 1981 | 1991 | 2011 |
| ------------ | ---- | ---- | ---- | ---- | ---- | ---- | ---- |
| Становништво | 589  | 689  | 821  | 778  | 783  | 691  | 488  |

|  |

## Становништво
Према попису из 1961. године место је било већински насељено Албанцима, док је у селу живело само 2 Срба и Муслимана. Према попису из 2011. године Албанци су чинили већину у овом месту.
| Етнички састав према попису из 1961.‍ | Етнички састав према попису из 1961.‍ | Етнички састав према попису из 1961.‍ | Етнички састав према попису из 1961.‍ | Етнички састав према попису из 1961.‍ |
| ------------------------------------ | ------------------------------------ | ------------------------------------ | ------------------------------------ | ------------------------------------ |
|                                      |                                      |                                      |                                      |                                      |
| Албанци                              | Албанци                              |                                      | 817                                  | 99,5%                                |
| Срби                                 | Срби                                 |                                      | 2                                    | 0,24%                                |
| Муслимани                            | Муслимани                            |                                      | 2                                    | 0,24%                                |
| Укупно: 821                          |                                      |                                      |                                      |                                      |

| Етнички састав према попису из 2011.‍ | Етнички састав према попису из 2011.‍ | Етнички састав према попису из 2011.‍ | Етнички састав према попису из 2011.‍ | Етнички састав према попису из 2011.‍ |
| ------------------------------------ | ------------------------------------ | ------------------------------------ | ------------------------------------ | ------------------------------------ |
|                                      |                                      |                                      |                                      |                                      |
| Албанци                              | Албанци                              |                                      | 488                                  | 100%                                 |
| Укупно: 488                          |                                      |                                      |                                      |                                      |